# Tadeusz Wienc
Tadeusz Wienc (ur. 15 grudnia 1923, zm. 24 lipca 1946 w Jaworniku Ruskim) – porucznik Wojska Polskiego. Kawaler Krzyża Orderu Virtuti Militari V klasy.

## Życiorys
W sierpniu 1944 został powołany do służby wojskowej i w lutym 1946 rozkazem dowódcy 9 Dywizji Piechoty wyznaczony na stanowisko dowódcy 1 kompanii moździerzy 28 pułku piechoty. 24 lipca 1946 został wzięty do niewoli po walce stoczonej w Jaworniku Ruskim z oddziałem Ukraińskiej Armii Powstańczej. Tego samego dnia Wienc został zamordowany przez UPA. Jego szczątki odnaleziono w lipcu 2016 i zidentyfikowano 17 czerwca 2019.   
Pośmiertnie został odznaczony Krzyżem Orderu Virtuti Militari V klasy.